# 詹徽
詹徽（？—1393年），字資善，婺源（今属江西省）人，明朝元勳詹同之子。
洪武十五年（1382年），舉秀才。與父親詹同一樣官拜吏部尚書，加太子少保。其人頗有才智，剛決不可犯，勤於治事，受到朱元璋所賞識，可是他為人個性險刻，對李善長之死，詹徽頗有推波助瀾之舉。後來洪武二十六年（1393年），藍玉下獄，供出詹徽、詹紱父子是其同黨，詹徽即遭連坐誅殺。
| 官衔        | 官衔                        | 官衔        |
| ----------- | --------------------------- | ----------- |
| 前任： 趙瑁 | 明朝吏部尚書 1390年－1393年 | 繼任： 梁煥 |